# 巴基斯坦—土耳其關係
巴基斯坦－土耳其關係，是指巴基斯坦與土耳其之間的雙邊外交關係。巴基斯坦在安卡拉設有大使館，在伊斯坦堡設有總領事館，在伊茲密爾設有名譽領事館。而土耳其則在伊斯蘭瑪巴德設有大使館，在喀拉蚩設有總領事館，並在拉合爾、白沙瓦、錫亞爾科特和費薩拉巴德設有名譽領事館。截至2016年，在聯合公報中，巴基斯坦和土耳其計劃將密切關係加強為“戰略夥伴關係”。
雙邊外交關係可追溯至兩國肇建之前，更準確地說是在土耳其獨立戰爭期間，當時英屬印度西北部的穆斯林向衰落的奧斯曼帝國提供財政援助，隨後成立了新的土耳其共和國和獨立的巴基斯坦。此外，這些國家有著歷史上的伊斯蘭聯繫，因生活在英屬印度治下的穆斯林將奧斯曼蘇丹視為他們的哈里發，而伊斯蘭教的哈里發是世界所有穆斯林的共主。結果，幾十年來，巴基斯坦和巴基斯坦人在土耳其和土耳其人中享有積極的看法。巴基斯坦和土耳其有著密切的文化、歷史和軍事關係，隨著兩國都尋求經濟發展，目前正逐步擴大深化經濟關係。土耳其支持巴基斯坦在聯合國下舉行公民投票以決定克什米爾是否想加入巴基斯坦的立場，土耳其總統埃爾多安在向巴基斯坦議會發表的聯合講話中重申了這一立場，巴基斯坦軍方最高指揮部出席了會議。土耳其支持巴基斯坦成為核供應國集團的成員。 根據塔拉特·馬蘇德所述，土耳其和巴基斯坦在民主憲政和軍事獨裁時期都享有密切的關係，反映了兩國關係的深密程度。兩國享有友好關係，通常被稱為Kardeşler（即土耳其語中的“兄弟”）。

## 外交關係
土耳其和巴基斯坦於1947年建立外交關係，在巴基斯坦獨立成為當時全球規模最大的穆斯林國家後不久。土耳其是少數在巴基斯坦獨立後即迅速承認並支持其成功申請成為聯合國會員的國家之一，緣於兩國之間的文化、宗教和地緣政治聯繫，使雙邊關係日益密切。
巴基斯坦國父穆罕默德·阿里·真納對土耳其國父穆斯塔法·凱末爾·阿塔圖爾克有仰慕、欽佩的情誼，並希望按照土耳其的現代主義模式發展巴基斯坦。同樣，追隨真納和穆罕默德·伊克巴勒的腳步發展的現代化伊斯蘭巴基斯坦和所有其他所謂的主義都曾被傳統的巴基斯坦人民排斥。 巴基斯坦前總統佩爾韋茲·穆沙拉夫也表達了類似想法，他在土耳其長大並在當地接受過廣泛的軍事訓練。 真納在土耳其被譽為「偉大領袖」，土耳其首都安卡拉的一條主要道路真納大道即以其命名，而巴基斯坦主要城市伊斯蘭瑪巴德、喀拉蚩、拉合爾、白沙瓦和拉爾卡納皆有重要道路以土耳其之父「阿塔圖爾克」命名。2009年10月26日，土耳其總統雷傑普·塔伊普·埃爾多安被授予巴基斯坦最高公民獎章，是第四位在巴基斯坦議會發表講話的國際領袖。

## 經濟關係

### 巴土戰略經濟框架
該框架旨在加強雙邊經濟合作，特別關注貿易和投資。

### 投資與貿易

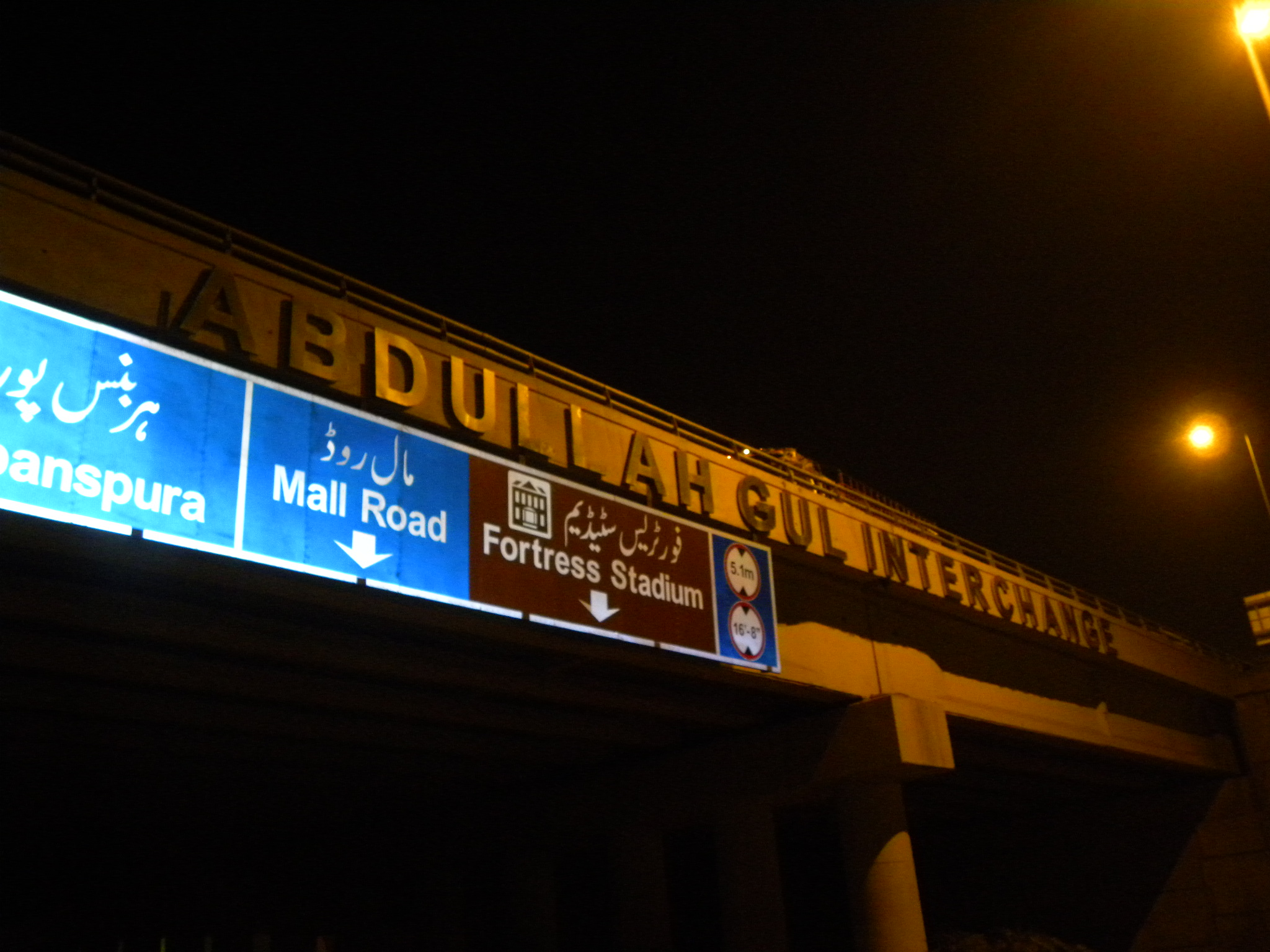
位於拉合爾的阿拉马·伊克巴勒国际机场附近的阿卜杜拉·居爾交流道是由時任土耳其總統阿卜杜拉·居爾於2010年訪問拉合爾時啟用。

土耳其和巴基斯坦是經濟合作組織的創始成員，同時也是發展中國家8國（D-8）組織的會員。兩國一直努力談判一項優惠貿易協定，旨在大幅增加貿易和投資，特別是在運輸、電信、製造、旅遊和其他行業。 兩國政府皆力求到2010年將雙邊貿易額從6.9億美元增加到10億美元以上。巴基斯坦的出口產品包括大米、芝麻、皮革、紡織品、織物、體育用品和醫療設備。土耳其對巴基斯坦的出口包括小麥、鷹嘴豆、小扁豆、柴油、化學品、運輸車輛、機械和能源產品。 土耳其私營公司也對巴基斯坦開發公路、管道和運河的工業和建築項目進行了大量投資。兩國正在就土耳其－巴基斯坦自由貿易協定進行談判。

## 歷史文化關係

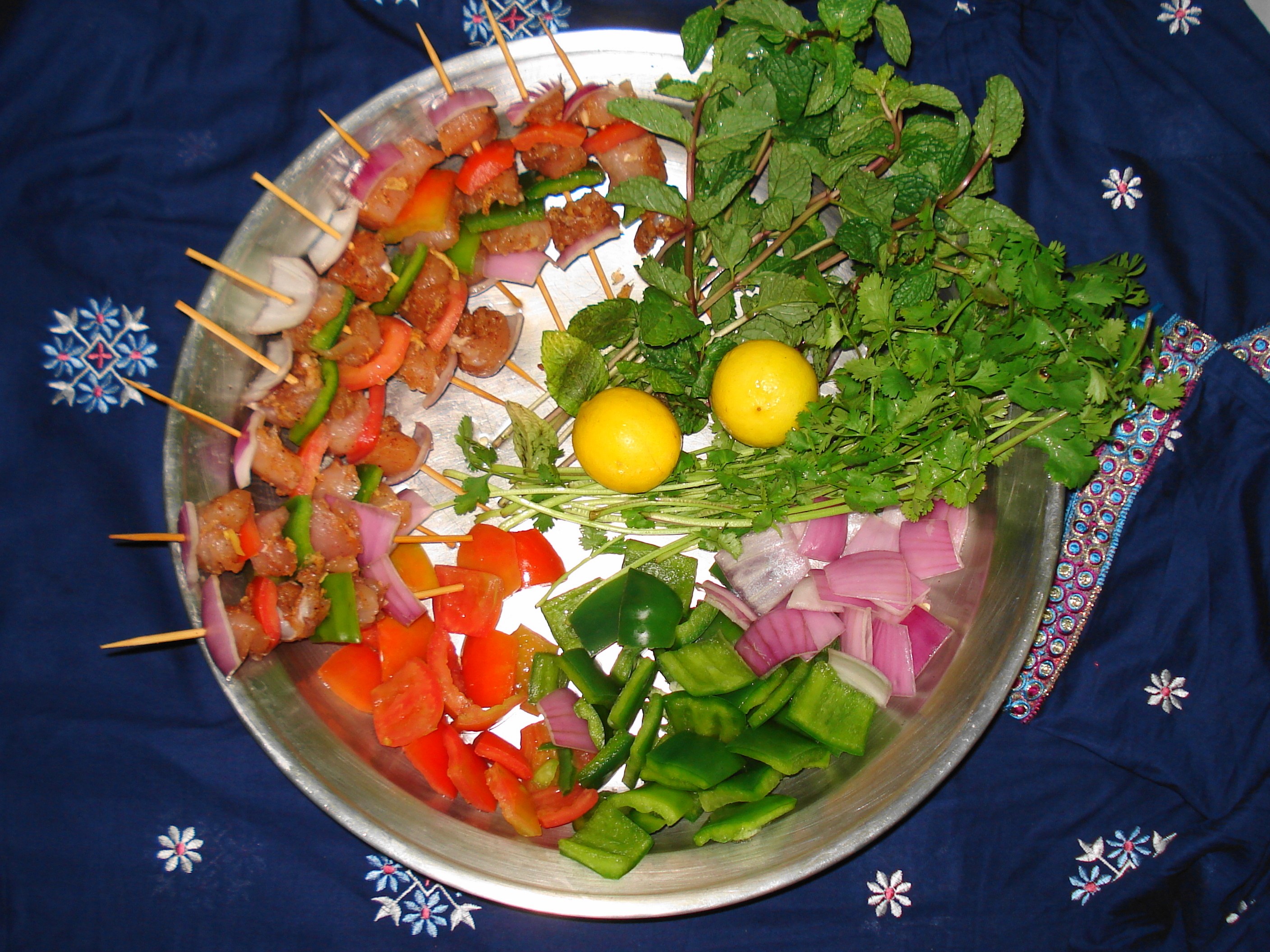
俄羅斯烤肉是一種在巴基斯坦和土耳其皆很常見的歐亞菜肴。

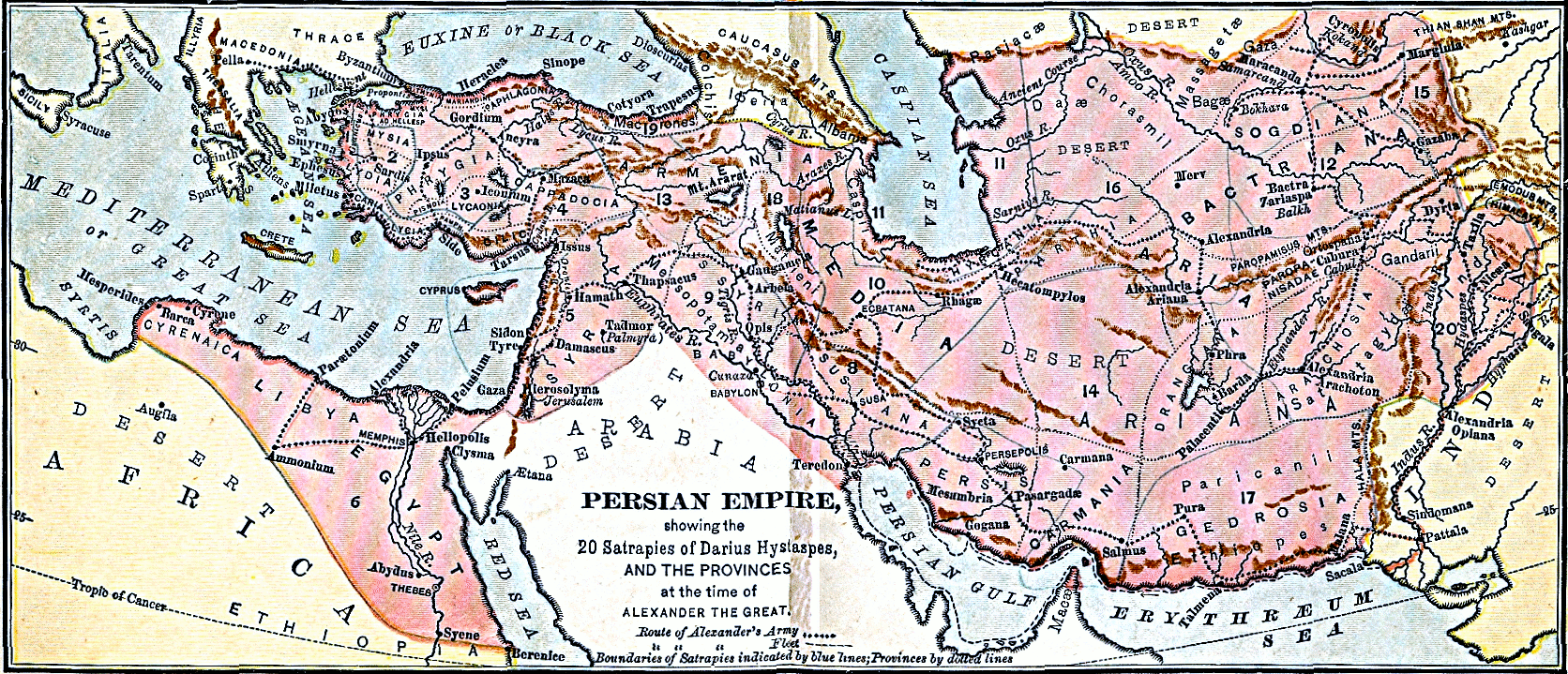
現代土耳其和巴基斯坦的地理位置皆在古波斯帝國的領土上。

包括巴基斯坦和土耳其在內的地區在歷史的各個階段都受到波斯文化、希臘文化、阿拉伯文化和突厥-蒙古傳統的相互影響。至公元前五世紀，古波斯從安納托利亞蔓延至印度河域，將波斯文化和政治傳統引入這些地區。

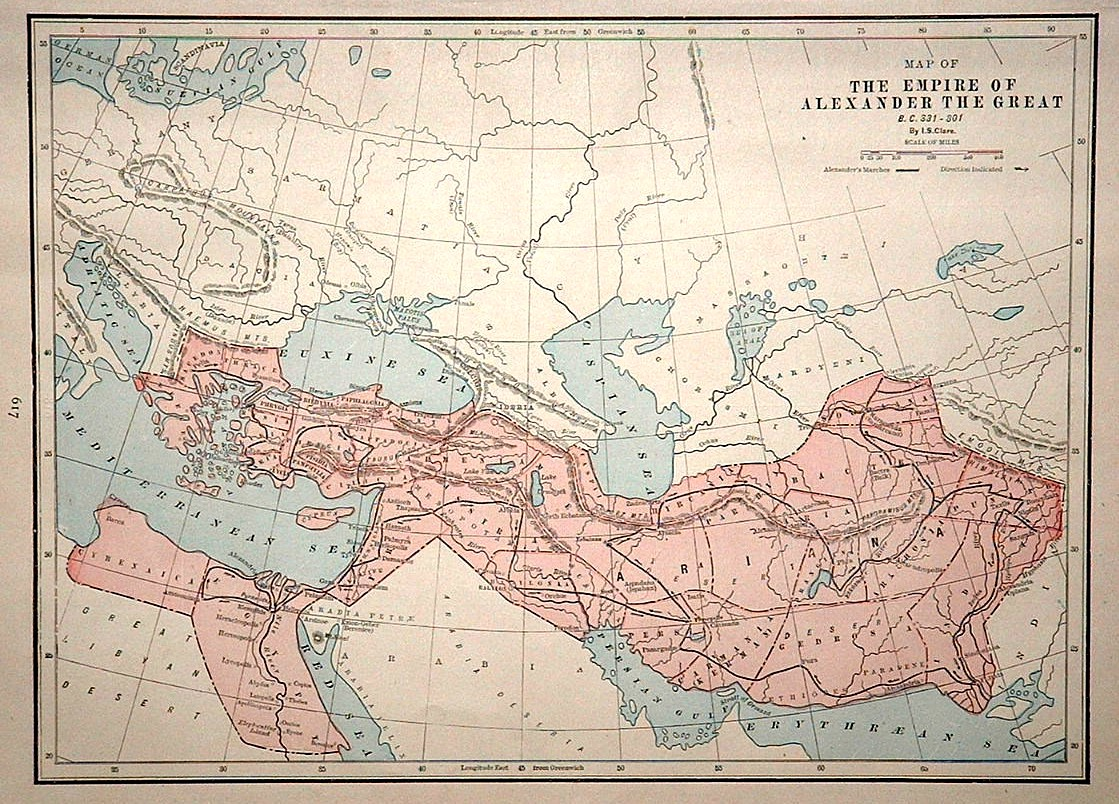
亞歷山大大帝征服後的普遍希臘化影響。

現代土耳其是許多古代歐洲文明的發源地，包括愛奧尼亞希臘人的文明。這個國家有許多來自古希臘人的文化和歷史影響痕跡，包括在該地區發現的許多古希臘和希臘化時代的考古遺址。 在亞歷山大大帝征服印度河流域之後，巴基斯坦也受到了希臘文化和文明的影響，這後來導致了印度-希臘王國和希臘式佛教的發展。犍陀羅是巴基斯坦西部的一個地區，是希臘化、伊朗和印度-雅利安接觸的主要通道。
由於塞爾柱土耳其人的征服促使該地區突厥化，土耳其成為一個講突厥語的國家。儘管巴基斯坦不是一個講突厥語的國家，但其主要語言，尤其是烏爾都語（也稱為拉什卡利語）在成為帝國官方語言之前受到莫臥兒突厥語的強烈影響。因此，它藉用了許多察合台的藉詞。“烏爾都語”這個詞的詞源可以追溯到莫臥兒帝國統治，被認為由詩人馬沙菲首創。
此外，巴基斯坦和土耳其的共同文化影響跨越了幾個世紀，許多突厥人和伊朗人統治著中亞、南亞和中東的廣大地區。
兩國的服裝設計也有共同的中亞淵源。食物在某種程度上也相似，例如烤串、抓飯和哈爾瓦酥糖，儘管由於南亞文化的影響，巴基斯坦的香料含量有所不同。
土耳其和巴基斯坦的大多數人口都信奉遜尼派伊斯蘭教的哈乃斐派，這是奧斯曼帝國和莫臥兒帝國分別推行的對伊斯蘭教的解釋。存在著穩健的溫和蘇菲主義傳統，兩國的宗教部長經常相互聯繫。

## 軍事合作關係

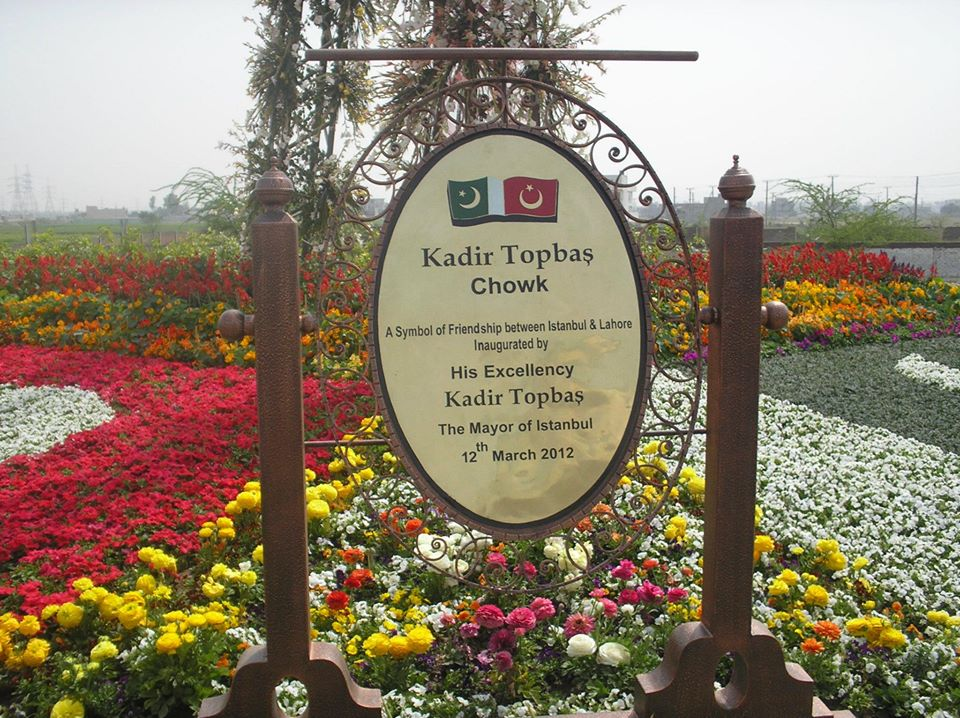
2012年3月12日，土耳其伊斯坦堡市長Kadir Topbaş出席巴基斯坦拉合爾Kadir Topbaş Chowk的剪綵儀式

巴基斯坦與土耳其保持著長期的軍事關係，土耳其向巴基斯坦空軍軍官提供升級其F-16機隊的培訓。  1954年4月2日，巴基斯坦和土耳其簽署了友好合作條約。兩國都視彼此為重要夥伴國家，加入了旨在加強軍事和戰略合作並對抗共產主義和蘇聯在該地區影響力的中部公約組織。 土耳其公開支持巴基斯坦在克什米爾衝突問題上的立場。此外，安卡拉當局承認查謨和克什米爾是巴基斯坦的領土，並努力與它們“增加”雙邊關係，土耳其駐巴基斯坦大使在巴基斯坦管轄的克什米爾首都穆扎法拉巴德待了近一周，以表明土耳其在克什米爾問題上與巴基斯坦一致，並在與印度的戰爭中維繫對巴基斯坦的政治和軍事支持。巴基斯坦則以支持土耳其對北塞浦路斯的政策作為回報。 兩國都尋求擴大合作，共同打擊恐怖主義。兩國同時是伊斯蘭合作組織的成員國。
土耳其目前也是巴基斯坦的主要武器銷售國。土耳其先前從巴基斯坦購買武器並繼續從巴基斯坦購買小型空中武器和部件。巴基斯坦和土耳其空軍簽署了一項協議，從巴基斯坦為土耳其購買52架超級穆沙克教練機渦輪螺旋槳飛機，以協助土耳其武裝部隊在因未遂政變而造成飛行員短缺時培訓新飛行員。
2018年7月巴基斯坦海軍簽訂採購4艘MILGEM級（MILGEM項目) 來自土耳其的船隻，這是土耳其最大的單一軍事出口交易，價值15億美元。在2019年9月29日舉行的儀式上，巴基斯坦海軍指揮官紮法爾·馬哈茂德·阿巴西和埃爾多安上將切割了四艘MILGEM型ADA級護衛艦中第一艘的第一塊金屬板。在過去十年中，近1500名巴基斯坦軍官在土耳其接受了培訓。兩國已經在無人機生產方面進行合作，而土耳其和巴基斯坦軍隊於2019年4月在烏茲別克與烏茲別克軍隊舉行了聯合反恐演習。雙方可能很快聯手開發和共同生產自己的戰鬥機，之後他們便可進入一起在隱形戰鬥機上。土耳其各武裝部隊的武官已被派往巴基斯坦駐安卡拉大使館，土耳其幫助巴基斯坦空軍升級了一批F-16戰鬥機，製造發動機和備件。由於鄰國的安全局勢以及最近與美國的關係不穩定，兩國在軍事上更加接近。2019年11月，兩國海軍參加在地中海和阿拉伯海的軍演。

## 姐妹城市
巴基斯坦與土耳其的以下城市締結為姐妹城市：
- 喀拉蚩與 伊斯坦堡
- 伊斯蘭瑪巴德與 安卡拉
- 拉合爾與 科尼亞
- 锡亚尔科特與 伊茲米爾

## 外部連結
- Turkey-Pakistan Security Relations since the 1950s （页面存档备份，存于）
- Ataturk vs Jinnah （页面存档备份，存于）, Umair Khan (historian)